# کیتیتاس (واشینگتن)
کیتیتاس (به انگلیسی: Kittitas) شهری در شهرستان کیتیتاس ایالت واشنگتن است که در سرشماری سال ۲۰۱۰ میلادی، ۱۳۸۱ نفر جمعیت داشته است.